# 喀斯喀特铁路隧道

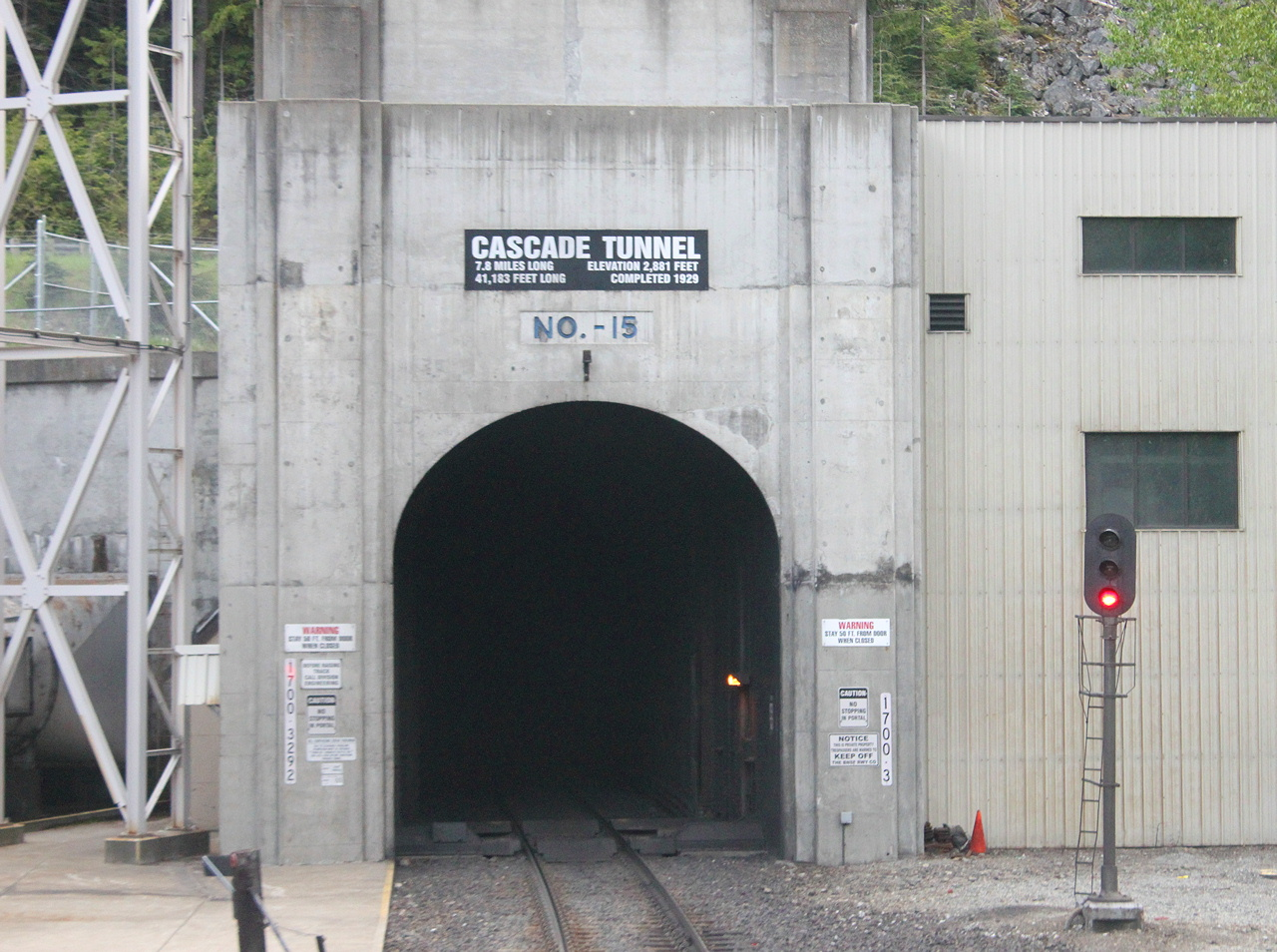
喀斯喀特铁路隧道

喀斯喀特铁路隧道（Cascade Tunnel）是指位於美國西北部华盛顿州喀斯喀特山脉史蒂文斯山口的兩座鐵路隧道，它位於埃弗里特以東約105公里。其中之一是舊隧道，另一條是新隧道。隧道入口毗鄰2号美国国道。這兩座單軌隧道由偉大北方鐵路公司建造。舊隧道長4.23公里，於1900年開通。新隧道長12.6公里，於1929年初投入使用。該隧道是美國最長的鐵路隧道。